# ジャムシード
ジャムシード （ペルシア語: جمشید、Jamshīd）またはイマ（アヴェスター語: Yima） とはゾロアスター教の神話に登場する人物。ジャムシードはジャムとシードの合成語で、ジャムは｢大地｣を、シードはxshaetaの転訛で、「王｣を意味するとともに、「明るい｣「光り輝く」の意味をも有する。近世ペルシア文学では後者の意味に解されているとされる。イラン最古の王朝であるベーシュダード王朝の王の一人で、インド神話のヤマ（閻魔）に相当する。彼の父はウィーワフントで、こちらもインド神話におけるヴィヴァスヴァットと対応している。ペルシア詩人が最も好んで用いた王であり、ソロモンやアレキサンダーに匹敵する存在とされる。実際、イランではソロモン王と同一視されるほど。

## ゾロアスター教におけるイマ
『ウィーデーウ・ダート』では、「アフラ・マズダーが最初に語りかけた人間は誰なのか」と尋ねるザラスシュトラに、アフラ・マズダーはイマだと答えている。その時イマは「教えを広めよ」という神の言葉を「自分はそのために創造されたのではない」として拒否する。しかし、宣教をしないのならアフラ・マズダーの庶類を繁栄させよ、という言葉には従い、神から王権を象徴する黄金の矢と黄金で飾られた鞭を与えられた。
『アルドウィー＝スール・ヤシュト』によれば、アナーヒターを祀り、ダエーワや人間たちを統べる最高の支配者となって富や繁栄を得るという願いを叶えられたという。
彼にはまた「カウィの光輪」がアフラ・マズダーから与えられており、その治世においては食物や飲み物が不足せず、人間も獣も死なず、水も植物も枯れることがなかったという。さらには暑さや寒さ、老いによる死、ダエーワがもたらす嫉妬に人々が苦しめられることもなかった。
しかしイマ王が邪念にとらわれると光輪は大鴉の姿になって飛び去り、それを見たイマは悲しみ歎くあまり錯乱して地に伏した。一方、彼から離れた光輪はミスラ神によって捕捉された。
サンハワークとアルナワークという2人の娘がいたが、悪竜アジ・ダハーカの手に落ちてしまい、アースヴヤの息子スラエータオナ（フェリドゥーン）はアナーヒターに彼女たちを救出できるように祈願した。
イマから去った光輪は、ミスラ神の次にスラエータオナの手に渡った。
神話に描かれたイマの治世において前述のような豊穣が実現されたため、旱魃が起こった際には彼のフラワシが勧請される。

## 現代ペルシャ語の表記
イランがイスラム教化された後に詩人フェルドウスィーによって書かれた『シャー・ナーメ』ではジャムシード(Jamshid)として登場する。同作ではイランの元日ノールーズはジャムシードが定めたとされている。
タフムーラス王の息子であり、彼の後を継いで700年間の治世を行った。武器や家、浴場や船舶を開発し、祭司、戦士、農民、職人という4つの社会層を定めるといった功績をあげたが、やがて増長し対し自分のなかに創造主を見るように命令した。このように堕落した結果、新しく現われたザッハークにとってかわられてしまう。
オマル・ハイヤーム作『ルバイヤート』の53節、116節にもジャムシードへの言及がある。

## ジャムシードに由来する命名
- ジャムシード・クリ・クトゥーブ・シャー - クトゥブ・シャーヒー王国の二代 目王。
- ジャムシード・ビン・アブドゥッラー - ザンジバル王国の元首。
- ジャムシード・シェフリィ - 『ゴンゾ宇宙に帰る』の音楽を手がけた音楽家。
- タハテ・ジャムジード - 「ジャムジードの玉座」の意。ペルセポリスを指す。
- タフト・ジャムシード・カップ - イランサッカーリーグの試合名。
- ジャムシード (競走馬) - シンボリ牧場で生産された競走馬。シンボリルドルフの息子。
- 聖賢王ジャムシード - ファンタジー小説『アルスラーン戦記』で物語の舞台となるパルスを1000年前に統治したとされる王。